# 安妮女王夏宫
安妮女王夏宫（Letohrádek královny Anny，Belvedér）是布拉格城堡皇家花园的一座文艺复兴建筑。
这座文艺复兴风格的夏宫是在1538年–1565年，斐迪南一世为他的王后安娜·雅蓋洛而兴建。26尊神话雕塑，代表哈布斯堡王朝在中欧的权力。

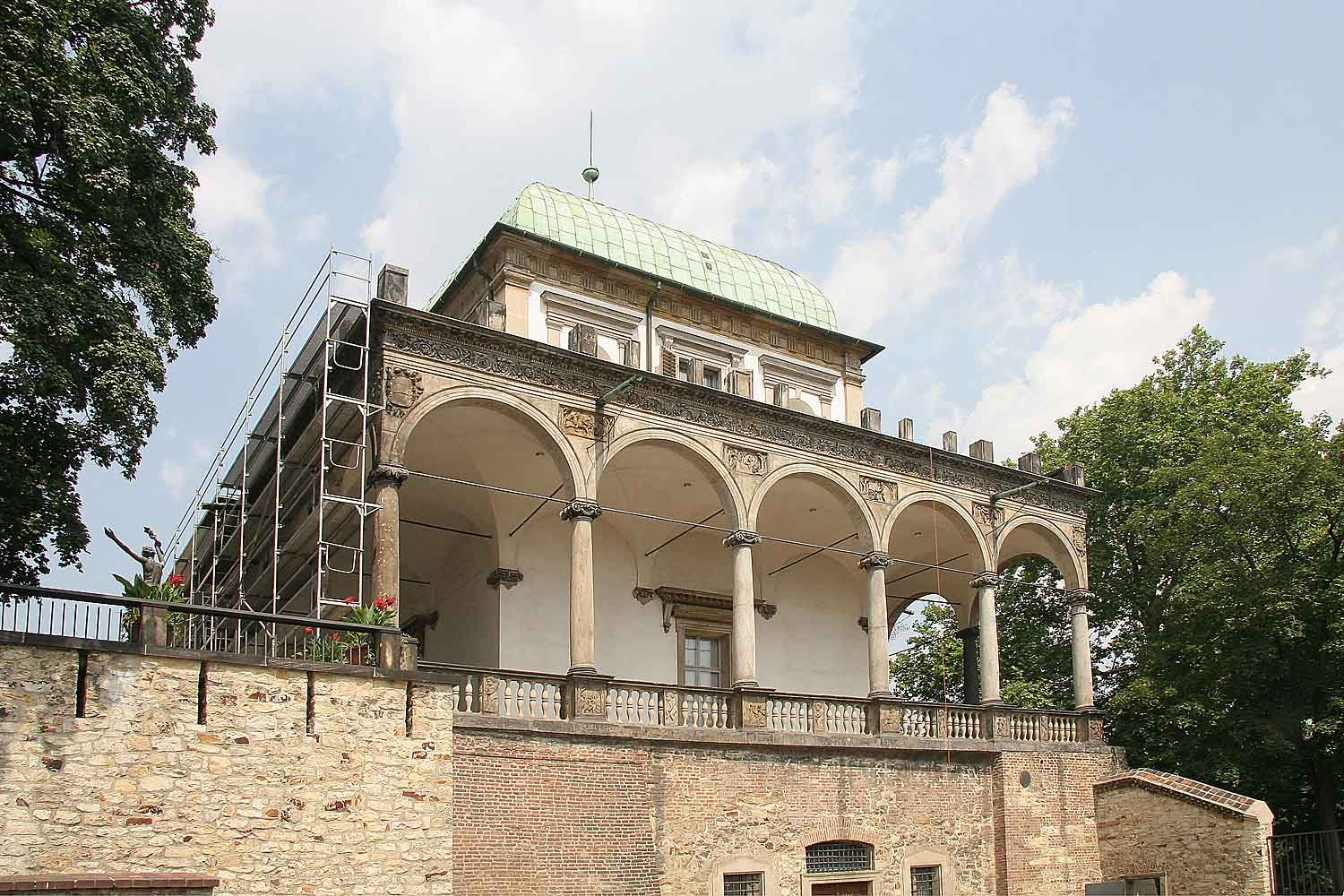
从鹿护城河看安妮女王夏宫